# 鲍吉克
鲍吉克，是匈牙利佐洛州所辖的一个村，总面积8.09平方公里，总人口399，人口密度49.3人/平方公里（2010年1月1日）。